# Sauta Cave National Wildlife Refuge
 Le Sauta Cave National Wildlife Refuge est un National Wildlife Refuge de 264 acres (107 hectares), situé dans le Nord-Est de l'Alabama, près de la baie du ruisseau Sauty Creek dans le lac Guntersville, aux États-Unis. 
Plus de 5 000 visiteurs visitent le refuge chaque année. Il n'y a pas de personnel dédié, mais il est administré par le Wheeler National Wildlife Refuge à Decatur, en Alabama. La grotte elle-même est fermée au public.

## Histoire

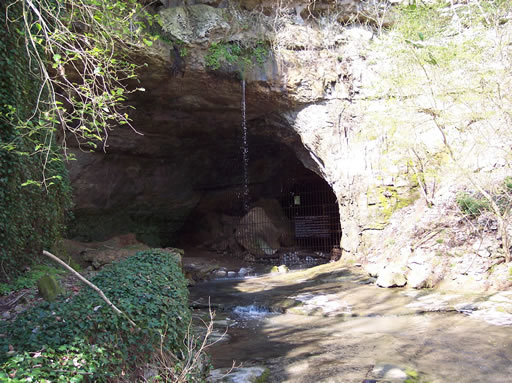
Entrée de la Sauta Cave.

La grotte a eu de nombreuses utilisations. Les habitants de Cherokee ont exploité le sol pour fabriquer du salpêtre destiné à la poudre à canon. L'extraction du salpêtre s'est poursuivie occasionnellement pendant la guerre de 1812 et la guerre civile américaine. Sauta Cave était l'une des plus grandes mines de salpêtre exploitées pendant la guerre civile. Les vestiges de l'exploitation se présentent sous la forme d'un chemin de fer en bois et de grandes marmites en fer ; les tunnels miniers sont maintenant appelés "les catacombes". 
En 1819, année de l’adhésion de l’Alabama dans l’Union, le comté de Jackson, en Alabama, devint un comté dont le siège se trouvait à Sauta. La cour a siégé à Sauta Cave. 
Un bâtiment situé près de l'entrée de la grotte a servi de magasin de pêche et de boîte de nuit de 1919 à 1956, avec une piste de danse proche de l'une des entrées, permettant de profiter du vent frais sortant de la grotte. En 1962, une unité de la Garde nationale locale aménagea la grotte pour l'utiliser comme abri antiatomique . 
En 1978, le Fish and Wildlife Service des États-Unis en a acquis la propriété, pour protéger les chauves-souris de l' Indiana et les chauves-souris grises, en voie de disparition. Le site s'appelait à l'origine la Blowing Wind Cave National Wildlife Refuge. L'accès à la grotte était alors limité à la recherche scientifique sur les chauves-souris. En 1999, il a été renommé sous le nom actuel de Sauta Cave National Wildlife Refuge. 

## Faune
Le Sauta Cave NWR protège plusieurs espèces de chauves-souris en voie de disparition, notamment les chauves-souris grises et les chauves-souris d'Indiana. À l'été 1997, plus de 200 000 chauves-souris grises ont été dénombrées dans la grotte. Parmi les autres espèces qui vivent dans la grotte, on peut citer la salamandre de la grotte du Tennessee ( Gyrinophilus palleucus ), la chauve-souris à grandes oreilles ( Corynorhinus rafinesquii ) et la salamandre de la grotte ( Eurycea lucifuga ). Le refuge contient également la fève de pomme de terre de Price, une espèce en voie de disparition. 

## Installations

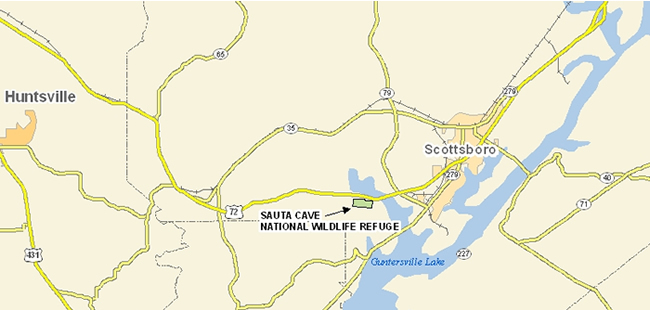
Carte de Sauta Cave NWR

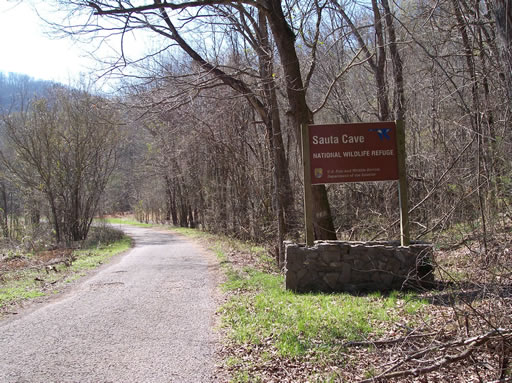
Sauta Cave NWR.

Il y a deux entrées de la grotte, dans un refuge, sur une colline. Bien que l'accès à la grotte ne soit généralement pas autorisé, l'accès à la recherche scientifique est permis. La région offre des possibilités d'observation de la faune, de randonnée et de photographie. 
L'une des principales activités est l'observation des chauves-souris sortant de la grotte en été. Pendant environ une heure au crépuscule, environ 400 000 chauves-souris quittent la grotte pour chercher de la nourriture. Une plate-forme d'observation a été construite pour faciliter l'observation des chauves-souris. 

## Voir également
- Liste des refuges nationaux pour la faune

1. ↑  « Jackson County historical timeline », Rootsweb
2. ↑  « Watch 400,000 endangered gray bats emerge from North Alabama cave », al.com (consulté le 9 juillet 2014)

- Site du refuge national de faune de Sauta Cave
- Vue d'ensemble sur Recreation.gov